# Знедолені (фільм, 1958)
«Знедолені» (фр. Les Misérables) — фільм-екранізація однойменного роману Віктора Гюго, поставлений французьким режисером Жаном-Полем Ле Шануа у 1958 році.

## Синопсис
Жан Вальжан (Жан Габен) провів 19 років на каторзі за крадіжку шматка хліба. Вийшовши на свободу, він мало знову не став на злочинний шлях. Але зустріч зі священником перевернула його душу, і він вирішує віднині творити добро. На жорстоких вулицях Парижа його переслідують заклятий ворог Тенардьє (Бурвіль) та безжальний поліціянт Жавер (Бернар Бліє).

## В ролях
| Актор(ка)         |   | Роль                |
| ----------------- | - | ------------------- |
| Жан Габен         | … | Жан Вальжан         |
| Бурвіль           | … | Тенардьє            |
| Бернар Бліє       | … | Жавер               |
| Серж Реджані      | … | Анжольрас           |
| Жульєнна Паролі   | … | мадам Маглуар       |
| Данієль Делорм    | … | Фантіна             |
| Беатріс Альтаріба | … | Козетта             |
| Мартіна Аве       | … | Козетта в дитинстві |
| Ельфріда Флорін   | … | мадам Тенардьє      |
| Джанні Еспозіто   | … | Маріус Понмерсі     |
| Фернан Леду       | … | монсеньйор Мірієль  |
| Жан Озенн         | … | префект Монтрея     |
| Бернард Мюссон    | … | буржуа              |
| Мадлен Барбюле    | … | сестра Сімпліс      |
| Жан Мюра          | … | полковник Монмерсі  |
| Люсьєн Бару       | … | Жильнорман          |
| Сюзанн Ніветт     | … | мадам Жильнорман    |
| Сільвія Монфор    | … | Епоніна             |
| Джиммі Юрбен      | … | Гаврош              |
| Герхард Бінерт    | … | голова суду         |
| Рене Флер         | … | кардинал            |
| Жан д'Ід          | … | панотець Мабеф      |